# Neutral Milk Hotels diskografi
Neutral Milk Hotel är ett amerikanskt indierockband bestående av Jeff Mangum, Jeremy Barnes, Scott Spillane och Julian Koster. Bandet bildades 1989 som en fortsättning på bandet Milk, ett musikaliskt high school-projekt av singer-songwritern Jeff Mangum, och i bandets tidigare dagar var det känt som ett av Mangums soloprojekt. Neutral Milk Hotel var en del av The Elephant 6 Recording Company, ett musikerkollektiv som, bland andra, inkluderar noterbara indierockband som The Apples in Stereo, The Olivia Tremor Control och Of Montreal. 1993 släpptes bandets första singel, "Everything Is", vilket var bandets första utgivning, och den blev senare återutgiven som EP med ett antal tillagda låtar. Bandets första studioalbum, On Avery Island, släpptes vid independentbolaget Merge, och sålde i 5000 kopior, vilket var ett relativt högt antal. Efter detta började bandet turnera för första gången och kom till att inkludera blåsinstrumentalisten Scott Spillane, multiinstrumentalisten Julian Koster, och trummisen Jeremy Barnes. 1998 släppte bandet In the Aeroplane Over the Sea, ett album som sedan dess blivit ett av 1990-talets mest populära och hyllade indierockalbum. Bandet kom efter detta inte med några fler utgivningar fram tills 2011 då de släppte EP:n Ferris Wheel on Fire. Efter utgivningen av In the Aeroplane over the Sea hade Mangum dock sagt att "Jag vet inte vad som kommer att hända, men jag vill absolut göra musik till en större del av mitt liv i framtiden än vad det varit de senaste åren." 

## Studioalbum
| År   | Albuminformation | Försäljning |
| ---- | --- | ----------- |
| 1996 | On Avery Island - Släppt: 26 mars 1996 (USA); 9 september 1996 (Storbritannien) - Skivbolag: Merge (MRG #103), Fire (Fire #53) - Format CD, LP                                            | 5,000 +     |
| 1998 | In the Aeroplane Over the Sea - Släppt: 10 februari 1998 (USA); 18 maj 1998 (Storbritannien) - Skivbolag: Merge (MRG #136), Blue Rose (BRRC #10192), Domino (Domino #21) - Format: CD, LP | 141,000 +   |

## EP-skivor
| År   | Albuminformation |
| ---- | --- |
| 1994 | Everything Is - Släppt: 1994 - Skivbolag: Cher Doll (Cher #002)/Fire (Fire #079)/Orange Twin (OTR #56005) - Format: 7", CD |
| 2011 | Ferris Wheel on Fire - Släppt: 11 december 2011 - Skivbolag: Neutral Milk Hotel Recordings - Format: 10"                   |

## Singlar
| År   | Låtnamn | Album                         |
| ---- | --- | ----------------------------- |
| 1998 | "Holland, 1945" - Släppt: 13 oktober 1998 - Skivbolag: Blue Rose (BRRC #10237) - Utgiven tillsammans med "Engine" - Format: 7"                    | In the Aeroplane Over the Sea |
| 2011 | "You've Passed"/"Where You'll Find Me Now" - Släppt: 11 december 2011 - Skivbolag: Neutral Milk Hotel Recordings - Format: 7"                     | Ferris Wheel on Fire (EP)     |
| 2011 | "Little Birds" - Släppt: 11 december 2011 - Skivbolag: Neutral Milk Hotel Recordings - Utgiven tillsammans med "Little Birds (live)' - Format: 7" | Ferris Wheel on Fire (EP)     |

## Samlingsalbum
| År   | Albuminformation                                                                       |
| ---- | -------------------------------------------------------------------------------------- |
| 2011 | Neutral Milk Hotel - Släppt: 12 december 2011 - Skivbolag: Egen utgivning - Format: LP |

## Demos
| År   | Albuminformation                                                                                |
| ---- | ----------------------------------------------------------------------------------------------- |
| 1991 | Invent Yourself a Shortcake - Skivbolag: The Elephant 6 Recording Company - Format: Kassettband |
| 1992 | Beauty - Skivbolag: Elephant 6 - Format: Kassettband                                            |
| 1993 | Hype City Soundtracks - Skivbolag: Elephant 6 - Format: Kassettband                             |
| 1993 | Outgiven demo #1                                                                                |
| 1994 | Shannon's Monroe House Demo - Format: Kassettband                                               |
| 1994 | Outgiven demo #2                                                                                |

## Medverkan på andra album
| År   | Låtnamn                         | Album                                                    | Noteringar                                                                                             |
| ---- | ------------------------------- | -------------------------------------------------------- | --- |
| 1993 | "Rubby Bulbs"                   | Those Pre-phylloxera Years                               | |
| 1994 | "Up and Over"                   | Amazing Phantom Third Channel                            | Originalversionen av låten "The King of Carrot Flowers Pt. Three" från In the Aeroplane Over the Sea.  |
| 1994 | "Bucket"                        | Periscope: Another Yoyo Compilation                      | |
| 1995 | "Invent Yourself a Shortcake"   | Champagne Dancing Party                                  | Tagen från ett improviserat samarbete med medlemmarna i Olivia Tremor Control.                         |
| 1995 | "Everything Is"                 | Appetite For Swag                                        | Var från början med på "Everything Is"                                                                 |
| 1996 | "Love Me on a Tuesday"          | Yo-Yo a Go-Go                                            | Samma låt som "Tuesday Moon", som var med på Everything Is.                                            |
| 1996 | "(Untitled)"                    | Ptolemaic Terrascope                                     | Denna låt är inte samma som den obetitlade tionde låten från In the Aeroplane Over the Sea.            |
| 1997 | "Glue"                          | The Basement Tapes, Volume Two: Live Underground         | En cover på en låt av The Gerbils.                                                                     |
| 1997 | "Naomi"                         | Audio CD-29                                              | Gavs först ut på On Avery Island.                                                                      |
| 1998 | "Everything Is"                 | I Wouldn't Piss On It If It Was On Fire                  | Var från början med på "Everything Is".                                                                |
| 1998 | "Oh Comely (live)"              | More Than You Can Ask Or Imagine                         | Liveversion av "Oh Comely" från In the Aeroplane Over the Sea inspelad vid Terrastock-festivalen 1997. |
| 1998 | "Oh Comely"                     | 9 O'Clock In The Morning                                 | Gavs först ut på In the Aeroplane over the Sea.                                                        |
| 1999 | "Engine"                        | Oh, Merge: Merge Records 10 Year Anniversary Compilation | Var från början med på "Holland, 1945".                                                                |
| 2000 | "In the Aeroplane over the Sea" | Songs for Summer                                         | Gavs först ut på In the Aeroplane over the Sea                                                         |
| 2002 | "Everything Is"                 | Orange Twin Records Sampler                              | Samlingen innehåller också två sololåtar av Mangum.                                                    |
| 2004 | "Song Against Sex"              | Old Enough to Know Better                                | Gavs först ut på On Avery Island                                                                       |

## Outgivna låtar
Det finns ett antal låtar som skrivits och framförts av Neutral Milk Hotel men som inte officiellt givits ut. Dessa inkluderar låtar som bara framförts live och låtar som medverkat på outgivna demoinspelningar. Mangum poängterade att han har skrivit låtar möjligtvis ämnade för en framtida utgivning av Neutral Milk Hotel, dessa låtar är dock obetitlade; den enda kända låten skriven efter In the Aeroplane Over the Sea är "Little Birds". De följande är betitlade outgivna låtar av Neutral Milk Hotel.
| - "Sweet Marie"[I] - "Love You More Than Life"[I] - "Candy Coated Dream"[I] - "Through My Tears"[I] - "I Hear You Breathe"[I] - "Random Noise II"[I] - "Random Noise III"[I] - "Jennifer"[II] | - "All the Colors of the Rainbow" - "She Did A Lot of Acid" - "Worms In The Wind" - "Goldaline"[III] |

- I ^  Från den första obetitlade demokassetten. "Candy Coated Dream" har sedan dess givits ut som "Unborn" på återutgivningen av "Everything Is" 2011.
- II ^  Från den andra obetitlade demokassetten.
- III ^  Trots att den aldrig givits ut i sin helhet är sista versen på låten "Oh Comely" från In the Aeroplane Over the Sea tagen från "Goldaline".

### Huvudkällor
- "Neutral Milk Hotel: Recordings". neutralmilkhotel.net. Läst 22 april 2015.
- "Neutral Milk Hotel discography". Merge Records. Läst 22 april 2015.
- Bachner, Gavin. "Neutral Milk Hotel releases". neutralmilkhotel.org. Läst 22 april 2015.
- Cooper, Kim (2005). In the Aeroplane over the Sea 33⅓. (New York) Continuum International Publishing Group. ISBN 0-8264-1690-X.
- DeRogatis, Jim (2003). Turn On Your Mind: Four Decades of Great Psychedelic Rock. (Milwaukee) Hal Leonard Corporation. ISBN 0-634-05548-8.